# District Unknown
District Unknown ist eine 2009 gegründete Progressive-Metal-Band aus Kabul, Afghanistan.

## Geschichte
Gegründet wurde die Band im Jahr 2009 in der afghanischen Hauptstadt Kabul und besteht nach zahlreichen Wechseln in der Bandbesetzung aus dem Sänger Yusef Ahmad Shah, dem Gitarristen Sulleiman Omar, dem Bassisten Qasem Foushanji und dem Schlagzeuger Pedram Foushanji. Der Name ist an den politisch motivierten Film District 9 angelehnt. Die beiden Brüder Qasem und Pedram Foushanji flohen mit ihrer Familie in den Iran, wo sie erstmals durch ein Album der US-amerikanischen Metal-Band Metallica mit Rockmusik in Berührung kamen. Nach ihrer Rückkehr nach Afghanistan gründeten sie mit weiteren Musikern schließlich District Unknown.
Die Band spielt, weil Rockmusik in Afghanistan als satanisch betrachtet wird und die Musiker des Öfteren bedroht wurden, sehr selten Konzerte. Diese finden an geheimen Orten statt, so 2011 im Keller einer Tierarztpraxis. Aus Sicherheit trugen die Musiker bei ihren seltenen Konzerten Masken. Erst nachdem sie die afghanische Thrash-Metal-Band White Page unmaskiert spielen sahen, verzichteten auch District Unknown auf ihre Masken.
Im Jahr 2012 veröffentlichte das Nachrichtenportal Reuters einen längeren Artikel über die Band, von der es heißt, dass sie die erste Heavy-Metal-Band des Landes sei. Auch spielte die Band auf dem Sound Central Festival in Kabul, das dank Crowdfunding und einer finanziellen Beihilfe der Tschechischen Botschaft in Kabul von Travis Beard auf die Beine gestellt werden konnte.
Die Band veröffentlichte im Jahr 2014 ihr bisher einziges Album unter dem Titel Anathomy of a 24 Hour Lifetime. Ein Jahr darauf gewann die Gruppe eine Auszeichnung in der Kategorie Global Metal bei den Metal Hammer Golden Gods Awards, dem englischen Äquivalent zu den deutschen Metal Hammer Awards, gemeinsam mit der Dokumentation Martyrs of Metal.
Die Gruppe war in der zweiten Staffel der Dokumentationsserie Rebel Music auf MTV zu sehen. Im Jahr 2018 wurde der Dokumentarfilm RocKabul, der die Band über einen längeren Zeitraum begleitet, veröffentlicht und im Rahmen des Sydney Film Festivals ausgestrahlt.

## Stil
Die Musik der Gruppe ist inspiriert von Gruppen wie Opeth, Anathema, Tool, Pink Floyd, Björk, Porcupine Tree und Godspeed You! Black Emperor. Aber auch Slipknot und Michael Jackson werden als musikalische Einflüsse bezeichnet. Auch zählen Jonathan Davis von Korn, Mikael Åkerfeldt, Metallica, System of a Down und John Cage zu den musikalischen Vorbildern, wobei jedes Bandmitglied unterschiedlich musikalisch geprägt wurde. Auch sind Einflüsse aus der traditionellen afghanischen Musik heraushörbar.

## Veröffentlichungen

### Diskografie
- 2014: Anatomy of a 24 Hour Lifetime (Album, Eigenproduktion)

### Filmografie
- 2015: Rebel Music (Eine Episode)
- 2015: Martyrs of Metal (Dokumentationsfilm)
- 2018: RocKabul (Dokumentationsfilm)

## Auszeichnungen
- Metal Hammer Golden Gods Awards
  - 2015: Global Metal für District Unknown und Martyrs of Metal (gewonnen)[12]